# Jang Sung-ho
Jang Sung-ho (* 12. Januar 1978) ist ein ehemaliger südkoreanischer Judoka. Er war Olympiazweiter 2004 im Halbschwergewicht, der Gewichtsklasse bis 100 Kilogramm.

## Sportliche Karriere
Der 1,90 m große Jang Sung-ho war 1996 Juniorenweltmeister. 1998 belegte er den dritten Platz bei den Weltmeisterschaften der Studierenden. 1999 gewann er in Wenzhou die Asienmeisterschaften durch einen Sieg über den Iraner Khosro Dalir Moeini. Bei den Weltmeisterschaften in Birmingham bezwang er im Achtelfinale den Kanadier Nicolas Gill und im Viertelfinale den Deutschen Daniel Gürschner. Mit seinem Sieg über den Russen Alexander Michailin erreichte er das Finale, das er gegen den Japaner Kōsei Inoue verlor. Im Jahr darauf unterlag er bei den Olympischen Spielen 2000 in Sydney in seinem ersten Kampf dem Algerier Sami Belgroun. 
Bei den Weltmeisterschaften 2001 in München unterlag Jang bereits im Achtelfinale dem Ungarn Antal Kovács, mit vier Siegen in der Hoffnungsrunde erkämpfte er sich eine Bronzemedaille. Einen Monat später unterlag er bei der Universiade in Peking dem Japaner Keiji Suzuki im Finale des Halbschwergewichts. Jang trat auch in der offenen Klasse an und gewann den Titel durch einen Finalsieg über den Usbeken Abdullo Tangriyev. 2002 verlor Jang im Finale der Asienspiele in Busan gegen Keiju Suzuki. Im Jahr darauf unterlag er im Finale der Asienmeisterschaften in Jeju dem Kasachen Asqat Schitkejew. Schitkejew siegte auch im Jahr darauf bei den Asienmeisterschaften in Almaty vor Jang Sung-ho. Bei den Olympischen Spielen 2004 in Athen gewann Jang im Viertelfinale gegen den Israeli Ariel Zeevi und im Halbfinale gegen den Deutschen Michael Jurack. Das Finale gewann der Weißrusse Ihar Makarau mit Waza-ari.
2005 gewann Jang den Titel bei den Asienmeisterschaften in Taschkent gegen Asqat Schitkejew. Bei den Weltmeisterschaften in Kairo schied Jang im Halbschwergewicht frühzeitig gegen den Ungarn Dániel Hadfi aus, in der offenen Klasse belegte er den fünften Platz. Bei den Asienspielen 2006 in Doha besiegte Jang im Halbfinale Asqat Schitkejew und im Finale den Japaner Satoshi Ishii. Im Jahr darauf trafen Schitkejew und Jang im Finale der Asienmeisterschaften in Jeju aufeinander, diesmal gewann wieder der Kasache. Zum Abschluss seiner Karriere trat Jang Sung-ho bei den Olympischen Spielen 2008 in Peking an. Nach einem Sieg über den Kubaner Oreydis Despaigne im Achtelfinale unterlag er im Viertelfinale dem Mongolen Naidangiin Tüwschinbajar. Nach einem Sieg in der Hoffnungsrunde über den Deutschen Benjamin Behrla und einer Niederlage gegen den Georgier Lewan Schorscholiani belegte Jang den siebten Platz.